# Elecciones nacionales de México de 1822
Las elecciones constituyentes de México de 1822 se llevaron a cabo en febrero de 1822. Fueron las primeras elecciones en el país en el que se eligió al poder legislativo, que recaería en el Congreso Constituyente.
En ellas se eligieron los siguientes cargos de elección directa:
- 162 diputados constituyentes. Miembros de la cámara del I Congreso Constituyente, por elección directa limitada a los varones, jefes de familia o propietarios.[1]

El 25 de noviembre de 1821, Ramón Gutiérrez del Mazo, jefe político de la Provincia de México, promulgó la Ley sobre la Elección de Diputados al Constituyente, decretada por la Junta Gubernativa y refrendada por la Regencia. lo más notable de ella es que los diputados no se elegirían proporcionalmente a la población sino por el número de partidos de cada intendencia o provincia.

## Integración del Congreso Constituyente
El Congreso estaría representado por 162 diputados, sin contar a los diputados de Centroamérica que posteriormente se incorporarían.